# Osea Vakatalesau
Osea Vakatalesau (* 15. Januar 1986) ist ein fidschianischer ehemaliger Fußballspieler.

## Karriere

### Verein
Vakatalesau stand beim papua-neuguineischen Erstligisten Hekari United FC unter Vertrag und spielte auch in Vanuatu. Zuvor spielte er bis August 2008 bei YoungHeart Manawatu und bis Juni 2007 bei Ba FC in seinem Heimatland Fidschi. Bis Dezember 2005 trug er das Trikot des fidschianischen Vereins Lautoka FC, wo er von Januar bis August 2010 sowie 2017 bis 2019 noch einmal spielte. Auch den Rest seiner Karriere verbrachte er in der Heimat.

### Nationalmannschaft
Am 17. November 2007 erzielte er zwei Tore in der Partie seines Landes gegen Neukaledonien, die 3:3 unentschieden ausging. Dieses Spiel wurde im Rahmen des OFC Nations Cups ausgetragen, welcher auch gleichzeitig das Qualifikationsturnier zur Fußball-Weltmeisterschaft 2010 darstellt. In diesem Qualifikationswettbewerb wurde er mit 12 Treffern Torschützenkönig, musste sich aber die Krone mit Moumouni Dagano aus Burkina Faso teilen. Insgesamt hat er bisher  24 Tore in 11 Spielen für Fidschi geschossen, die Hälfte davon gegen Tuvalu.